# ناتاشا ستوت ديسبويا
ناتاشا جيسيكا ستوت ديسبويا الحاصلة على وسام أستراليا (ولدت في 9 سبتمبر 1969)، وهي سياسية أسترالية ودبلوماسية ومحامية ومؤلفة. تشغل منصب الرئيس المؤسس لمجلس أور واتش، المؤسسة الوطنية لمنع العنف ضد النساء وأطفالهن، وكانت سابقًا السفيرة الأسترالية للنساء والفتيات في وزارة الخارجية والتجارة بين عامي 2013-2016. كانت أيضًا عضوةً في المجلس الاستشاري للنوع الاجتماعي في البنك الدولي بين عامي 2015-2017 وعضوةً في مجموعة العمل الرفيعة المستوى للأمم المتحدة حول صحة وحقوق الإنسان للنساء والأطفال والمراهقين في عام 2017. كما أنها عضوة في لجنة الأمم المتحدة المعنية بالقضاء على التمييز ضد المرأة.
بدأت ديسبويا مسيرتها البرلمانية بعد تعيينها في مجلس الشيوخ في سن السادسة والعشرين من عمرها كسيناتورة من الديمقراطيين الأستراليين لجنوب أستراليا بين عامي 1995-2008. واصلت العمل كنائبة زعيم ثم زعيمةً للديمقراطيين الأستراليين. كما أنها سجلت الرقم القياسي كأصغر امرأة عضوة في برلمان أستراليا والأطول مدة في خدمتها كسيناتورة من الديمقراطيين الأستراليين.

## النشأة والتعليم
ولدت ستوت ديسبويا في أديلايد في 9 سبتمبر 1969، وهي ابنة الصحفية أسترالية المولد شيرلي ستوت ديسبويا وماريو ديسبويا من كرواتيا (التي أصبحت فيما بعد جزءًا من يوغوسلافيا). التحقت بمدرسة سترادبروك الابتدائية ومدرسة بيمبروك وتخرجت لاحقًا من جامعة أديلايد في عام 1991. وكانت رئيسة جمعية الطلاب بجامعة أديلايد، ومسؤولة المرأة للاتحاد الوطني للطلاب في جنوب أستراليا. عملت بعد ذلك كمستشارة سياسية للسيناتور جون كولتر والسيناتورة شيريل كيرنوت.

## الحياة السياسية
كانت ديسبويا أنسب مرشح لتحل محل جون كولتر عندما اضطر للانسحاب لأسباب صحية في عام 1995. قُدر أداؤها عندما أعيد انتخابها ليس فقط في انتخابات عام 1996 في العام التالي، ولكن مرة أخرى في انتخابات عام 2001. رُقيت في عام 1997 من منصب متحدثة باسم الحزب في اللجان البرلمانية بما يخص مواضيع مثل العلوم والتكنولوجيا والتعليم العالي وتكنولوجيا المعلومات وشؤون العمل والشباب، لتصبح نائبة زعيم الديمقراطيين.
انفصلت ستوت ديسبويا مع أندرو بارتليت عن أعضاء مجلس الشيوخ الآخرين من خلال معارضة إقرار تشريع ضريبة السلع والخدمات في عام 1999، والتي فاوض عليها ليز ورئيس الوزراء جون هوارد. قالت إنها رفضت كسر الوعود التي قطعها الحزب أثناء الانتخابات، في حين خاض الحزب الانتخابات قائلًا إنهم سيعملون مع أي حزب يشكل حكومة لتحسين حزمة الضرائب الخاصة بهم. سمح الديمقراطيون الأستراليون تقليديًا للممثلين البرلمانيين بإدلاء تصويت الضمير على أي قضية، إلا أن أرقام مجلس الشيوخ في هذه الحالة وضعت ضغوطًا أكبر من المعتاد على المنشقين.
حصلت ستوت ديسبويا في عام 2004 على إجازة لمدة 11 أسبوعًا من مجلس الشيوخ بعد ولادة طفلها الأول، قبل أن تعود إلى مهامها الكاملة كمتحدثة باسم الحزب الديمقراطي في جملة أمور منها التعليم العالي ووضع المرأة والعمل والأسرة.
قدمت خلال مسيرتها السياسية 24 مشروع قانون متعلق بأعضاء مستقلين بشأن قضايا تشمل إجازة الأمومة المدفوعة، والجمهورية، والخصوصية الجينية، والخلايا الجذعية، والتسميات التوضيحية، والزواج المثلي. تحضر ستوت ديسبويا بانتظام كرنفال ماردي جرا للمثليين والمثليات في سيدني.
أعلنت في 22 أكتوبر 2006 أنها لن تخوض انتخابات عام 2007 لتمديد ولايتها إلى ما بعد 30 يونيو 2008، بسبب خضوعها لعملية جراحية طارئة لحمل خارج الرحم. كانت العضوة الأطول خدمة في مجلس الشيوخ عن الديمقراطيين الأستراليين، وتزامن تقاعدها مع انتهاء التمثيل البرلماني الفيدرالي لحزبها. انهار دعم الديمقراطيين بعد عام 2002 ولم يفوزوا بأي مقاعد في انتخابات نصف مجلس الشيوخ لعامي 2004 و2007.

### قيادة الحزب
أصبحت ستوت ديسبويا زعيمة لحزبها في 6 أبريل 2001. وترك الزعيم السابق ميغ ليز الحزب في العام التالي. واجهت ستوت ديسبويا انتقادات بقرار تسوية من أعضاء مجلس الشيوخ الديمقراطيين وعامة الناس، لكنها اختارت الاستقالة في 21 أغسطس 2002 بعد 16 شهرًا. لم يكن أمامها إلا بدائل قليلة بعد أن فرض عليها أربعة من زملائها الستة- ما يسمى «بعصابة الأربعة»- أجندة إصلاحية من عشر نقاط. اقتُرحت الأجندة من قبل جون شيري وعارضت ديسبويا محتواها:
يبدو أن زملائها أصيبوا بالذهول من الاستقالة، لكن ما كان ينبغي أن يكونوا كذلك. كان أربعة منهم قد أوصلوا الأزمة إلى ذروتها، مما أجبر ستوت ديسبويا على قبول حزمة من الإصلاحات التي كانت تعارضها تمامًا.
أعلنت استقالتها في كلمة ألقتها أمام مجلس الشيوخ، واختتمت «بتعهد بإعادة الحزب إلى أحضان أعضائه مرة أخرى» وفي إشارة إلى موقف زملائها تجاهها قالت:
«صرح أحد الزملاء، السيناتور موراي، أنه لا يؤمن بالإنذارات النهائية، ومع ذلك كان أول ما صرح به للجمهور ولي هو إما أن تعيدي نفسك أو أن تخرجي. أخطأ بعض المعلقين في صمتي العام النسبي على أنه قيادة ضعيفة، وأن رفضي الرد بقوة، خاصة في المجال العام، كان بمثابة ضعف. لكنني ما زلت أعتقد أن السياسة يمكن أن تكون خطابًا مدنيًا، وأختار ألا أشعل فتيل الذم المتبادل».
استُبدلت ببارتليت بعد فترة اقتراع للعضوية عمل خلالها بريان غريغ في المنصب.

## الكتابة
ألفت ستوت ديسبويا عددًا كبيرًا من المقالات والتقارير والأعمال الواقعية حول مجموعة من الموضوعات، سواء خلال مسيرتها السياسية أو بعدها.
نشرت في مارس 2019 كتابًا بعنوان «عن العنف» مع مقتطف تقديمي للناشرة تسأل «لماذا يتفشى العنف ضد المرأة، وكيف نوقفه؟» وتفترض ستوت ديسبويا أن العنف ضد المرأة «حالة طوارئ وطنية في أستراليا» إذ تموت امرأة على يد شريكها أو شخص تعرفه كل أسبوع. يمكن منع هذا العنف، وتعتقد بأهمية «خلق حالة طبيعية جديدة».

## التكريم والأوسمة
عُينت قائدة الغد العالمية في عام 1999 من قبل المنتدى الاقتصادي العالمي.
مُنحت ديسبويا وسام أستراليا كعضوة في يونيو 2011 عن «خدمتها في البرلمان الأسترالي، ولا سيما كعضوة في مجلس الشيوخ عن جنوب أستراليا، من خلال الأدوار القيادية مع الديمقراطيين الأستراليين، والتعليم، وكنموذج يحتذى به للمرأة».
أدرجتها منظمة أبوليتكال في المملكة المتحدة في أبريل 2019 ضمن قائمة «أفضل مئة شخصية للمساواة بين الجنسين».
عُينت ديسبويا في يونيو 2019 كبيرةً لوسام أستراليا «لخدمتها المتميزة للمجتمع العالمي كمدافعة عن المساواة بين الجنسين، ومن خلال أدوارها في مجموعة من المنظمات».